# Жора (нагорье)
Жора́ (фр. Le Jorat) — лесистое нагорье в швейцарском кантоне Во к северо-востоку от Лозанны, расположенное на Швейцарском плато.
Название, как и гор Юра, имеет кельтское происхождения, и также означает «лес». Тянется от Женевского озера на юге до города Пайерн на севере. Образует водораздел между Невшательским и Женевским озёрами. Перерезано речными долинами. В горах Жора берёт начало лозаннская река Флон. Леса состоят в основном из елей. Высшая точка — 928 метров над уровнем моря.
В XVIII веке в лесах Жора промышляли разбойники, грабившие путешественников. По нагорью проходит автомагистраль A1, связывающая Лозанну с Берном.